# Raysquilla
Raysquilla is een geslacht van kreeftachtigen uit de klasse van de Malacostraca (hogere kreeftachtigen).

## Soorten
- Raysquilla holthuisi Ahyong, 2010
- Raysquilla manningi Ahyong, 2000